# Popperova synagoga (Krakov)

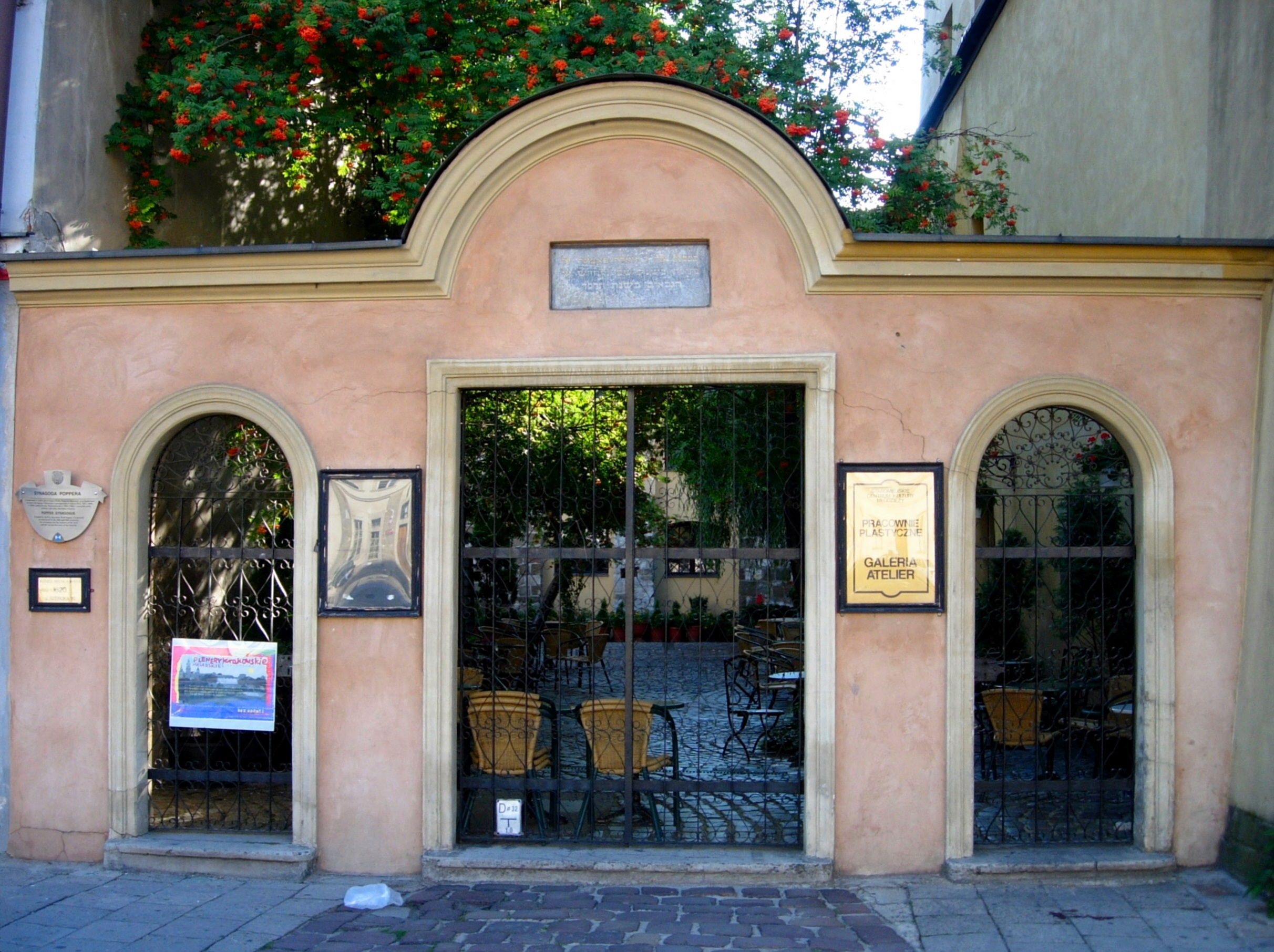
Vstupní brána

Popperova synagoga v Krakově, nazývaná také Malá synagoga se nachází ve čtvrti Kazimierz v Krakově, v ulici Szeroka 16.

## Historie
Synagogu založil v r. 1620 bohatý židovský kupec a finančník Wolf Popper, jehož jméno bylo v obchodních kruzích ve střední Evropě dobře známé. Měl přezdívku čáp, protože měl ve zvyku stát na jedné noze, když přemýšlel. Díky Popperově štědrosti se synagoga mohla pochlubit nejbohatším vybavením interiéru mezi všemi krakovskými temply. Její nákladné udržování připravilo následné dědice synagogy o značný majetek a přivedlo je až na pokraj bankrotu. Synagogu následně převzala krakovská židovská obec, která si s udržením její majestátnosti mnoho starostí nedělala. Poprvé je synagoga zmíněna daňovém soupisu z r. 1653.
Východní zeď byla původně součástí městského opevnění. V r. 1827 byla synagoga přestavěna: byl dostavěn přístavek, ve kterém byla umístěna ženská část, byla přestavěna střecha, schody a ochozy spojující ženské galerie v patře. Směrem do ulice Szeroka byla postavena třídílná brána vedoucí do synagogy.
Během II. světové války fašisté způsobili značnou devastaci interiéru synagogy a nevratné poničení jejího cenného vybavení. Po válce byla synagoga ve velmi špatném stavu. Střecha se zřítila po zásahu bombou a zeď přiléhající k ulici Dajwór byla poškozena. Díky péči Kongregace mojžíšovského vyznání v Krakově byla synagoga rychle opravena.
V pozdější době přebývali v prostorách někdejších ženských galerií po několik let židovští repatrianti z SSSR. V r. 1956 Městská národní rada vydala příkaz k vystěhování kongregace, aby synagoga mohla být přeměněna na dům kultury pro hluchoněmé. Proti tomuto plánu se vehementně ohradila Kongregace mojžíšovského vyznání v čele s předsedou Maciejem Jakubowiczem, která nechtěla připustit přeměnu synagogy na zábavní podnik. Mezitím vedení Polského svazu hluchoněmých v Krakově dospělo k závěru, že synagoga není vhodná pro dům kultury a zřekla se nároku na ni. Protest kongregace z r. 1956 byl největším protestem židovských organizací v poválečném Polsku.
V letech 1965-1967 proběhla generální oprava budovy, v jejímž rámci byl zazděn výklenek pro aron ha-kodeš, vchod z ulice Dajwór byl přestavěn na okno a byly rozebrány dřevěné ochozy a přístavby. Od dokončení oprav sídlí v synagoze se souhlasem Židovské náboženské obce v Krakově pobočka Staroměstského kulturního střediska mládeže.
V r. 2005 proběhla další oprava synagogy, během níž byla budova omítnuta a byla vyměněna okna za typ, který se podobá typu použitému v předválečné době. Od r. 1996 se konají v synagoze během Festivalu židovské kultury v Krakově umělecké dílny „Objevujeme Kazimierz“, během nichž účastníci skrze umění, poznávají historii a kulturu Kazimierze – bývalé židovské čtvrti Krakova.

## Architektura
Zděná budova synagogy v barokním slohu se zdmi podepřenými mohutnými oporami byla postavena na pravoúhlém půdorysu. Interiér tvoří pravoúhlý sál hlavní modlitebny s valenou klenbou, do níž se vchází přes malou předsíň. Před vchodem do synagogy se nachází malé nádvoří uzavřené ažurovanou bránou. Nad bránou se nachází tabulka s nápisem v hebrejštině.
Do dnešního dne se zachovalo původní umístění modlitebny a místností pro ženy v severní části, k nimž vedou zvenčí schody na severozápadním rohu budovy. Na stěnách a klenbě se dochovaly zbytky polychromie od Schoenkera, které jsou v současnosti zamalovány tenkou vrstvou bílé křídové barvy.
Z původního vybavení se zachovala pouze dubová, basreliéfem zdobená a polychromovaná barokní dvířka od aron ha-kodeš z 18. století, která se v současnosti nacházejí ve sbírkách soukromého Muzea Isaaka a Edith Wolfsonových v Jeruzalémě. Jsou na nich postavy lva, orla, jelena a levharta, které symbolizují lidskou dovednost a sílu. Dveře jsou ověnčeny korunou Tóry a nápisem v hebrejštině.
- Synagoga je chráněnou památkou. Je zapsána ve státním rejstříku nemovitých památek pod číslem A-305 ke dni 28. ledna 1936.

1. 1 2  Kazimierz Urban, Cmentarze żydowskie, synagogi i domy modlitwy w Polsce w latach 1944-1966, Kraków 2006, ISBN 83-60490-16-3 – Sprawa Bożnicy Popera
2. ↑  Objevujeme Kazimierz – Festival židovské kultury v Krakově

## Galerie

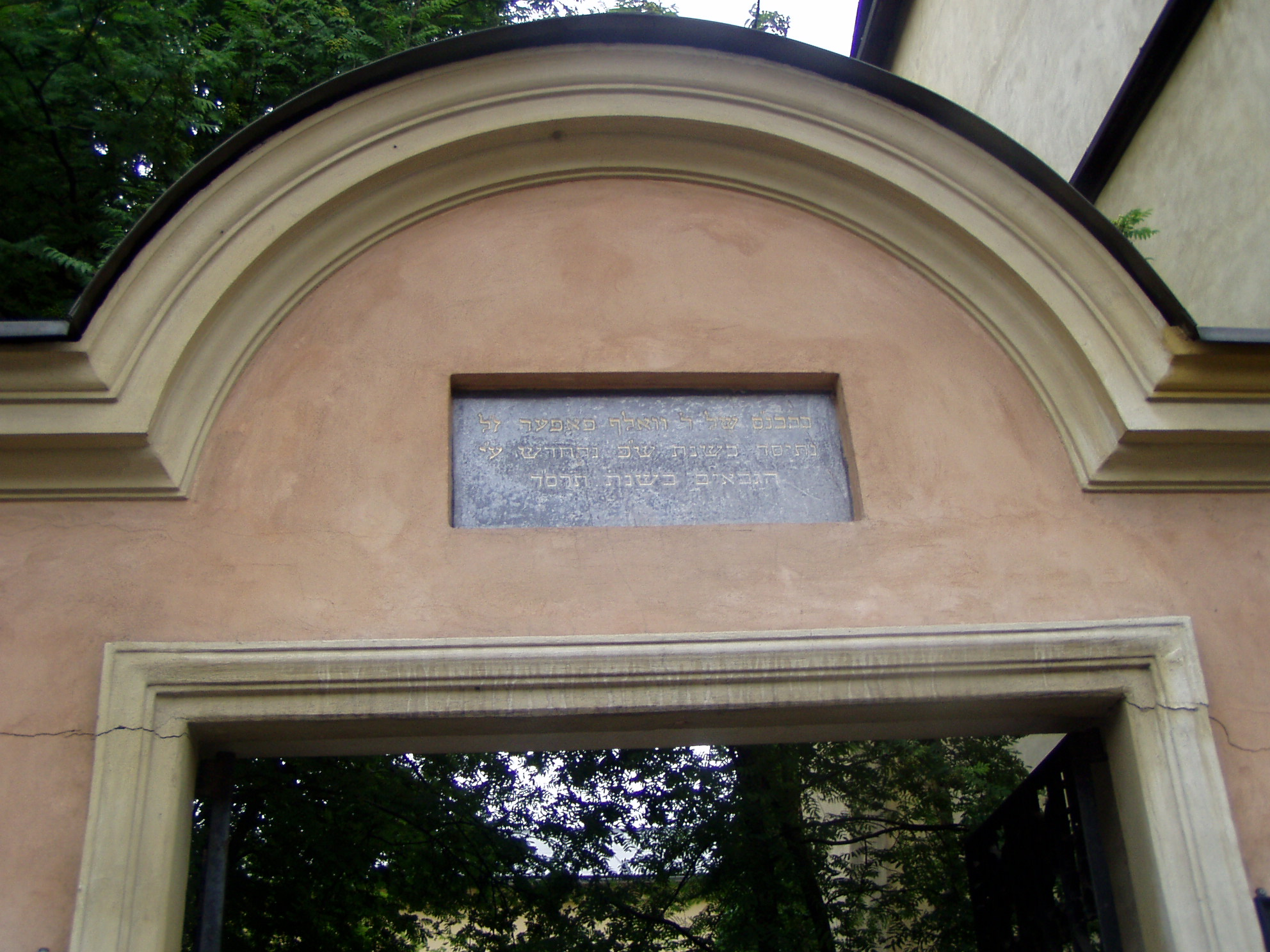
Hebrejský nápis nad vstupní branou
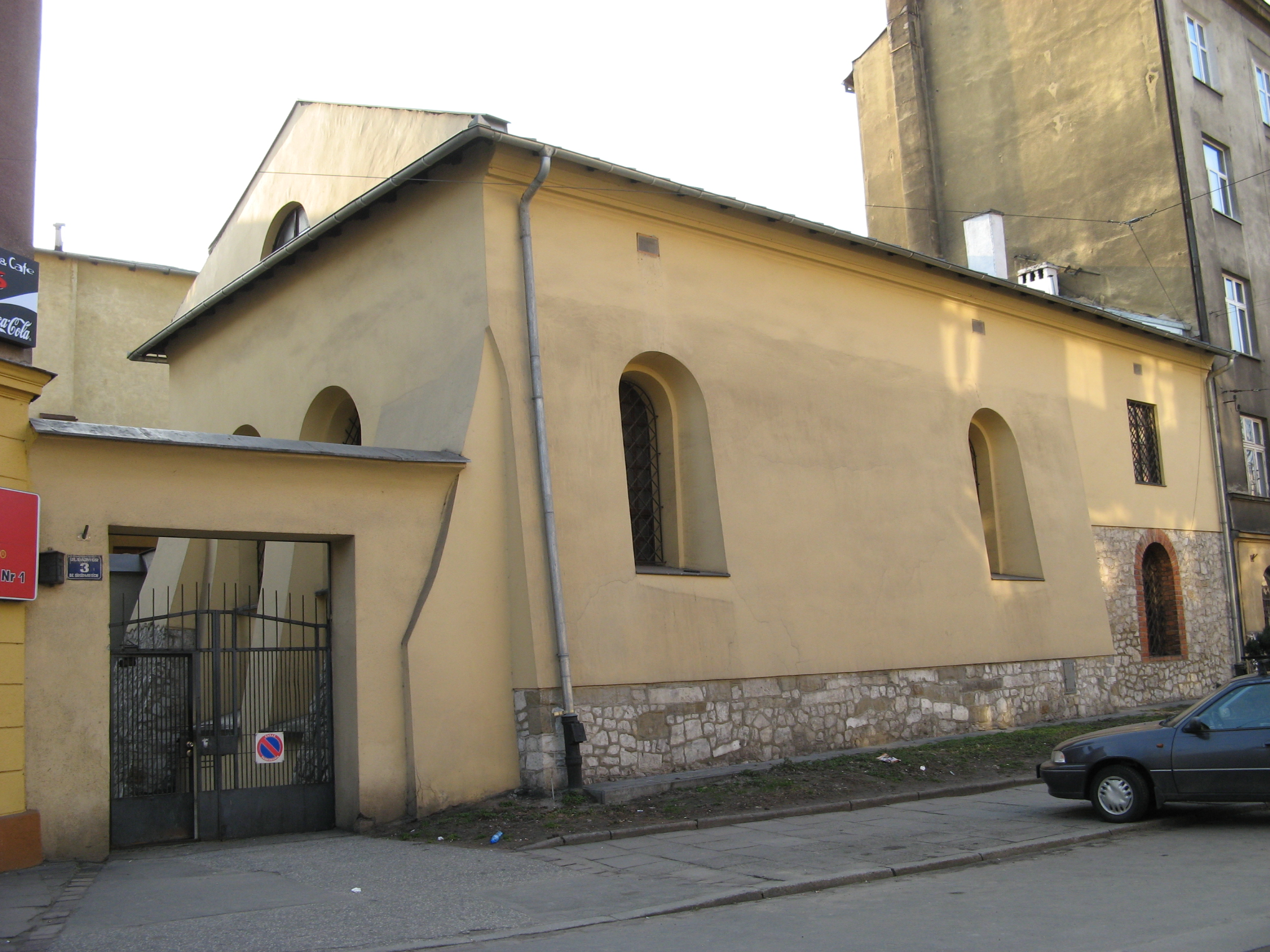
Pohled od ulice Dajwór
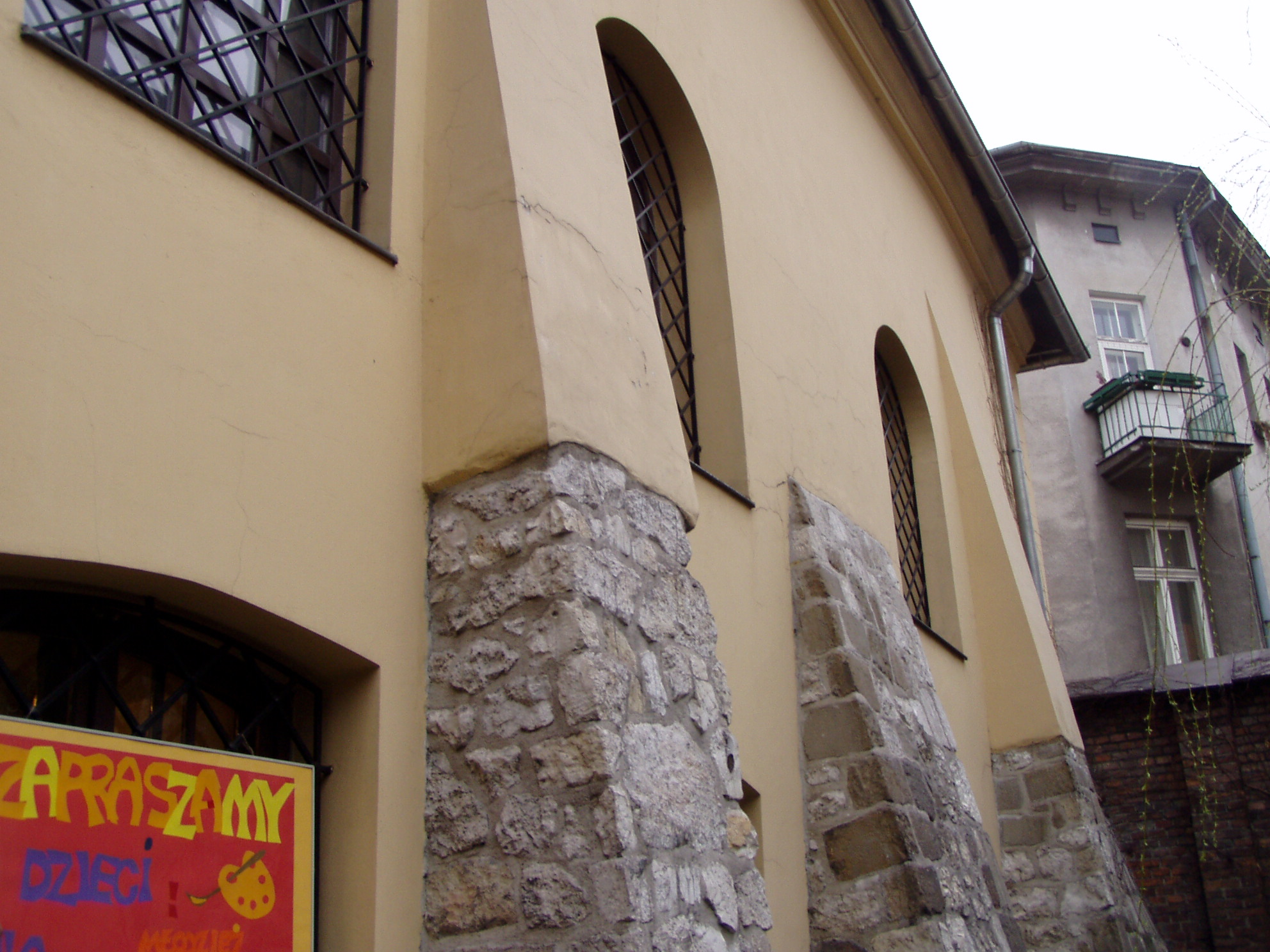
Pohled z nádvoří na synagogu